# 苏州天池山景区
苏州天池山景区位于中国江苏省苏州市吴中区木渎镇西北，东吴国家森林公园内，由天池山、花山、白象湾三个景点组成。享有“奇秀清悠，仙境天池”的美誉。其中的天池山被誉为“江南小黄山”、花山在道家鼻祖老子著作中有“吴西界有花山可度难”的记载。天池山景区内有寂鉴寺，寺内的三座石殿为江苏省境内仅存的元代石构仿木建筑。

## 备注
1. ↑  花山景区天池山景区门票是合在一起的联票，即买一张门票可以游览两个景区，共计50元人民币（成人票），白象湾景区的门票需要单独购买，需30元人民币（成人票）。（2021年11月）
2. ↑  根据寂鉴寺后殿外全国重点文物保护单位石碑后的记载得知。
3. ↑  来源为白象湾景区外一处展示栏内的简介